# Gustavo Dalsasso
Gustavo Tulio Dalsasso Coletti (Villa Regina Río Negro, Argentina, 25 de septiembre de 1976) es un exfutbolista argentino nacionalizado chileno. Jugaba de guardameta y su último club fue Everton, del cual al momento de terminar su carrera, era su capitán y actualmente es su gerente deportivo.

## Trayectoria

### Inicios
Nacido el 25 de septiembre de 1976 en el hospital de Villa Regina, en Río Negro. A los 14 años se enroló en las divisiones inferiores de Boca Juniors, donde fue ascendido al primer equipo por Carlos Bilardo.  En 1996 fue tercer arquero tras Navarro Montoya y Sandro Guzmán, sólo pudiendo ir al banco de suplentes por el conjunto xeneize, en un partido ante Racing Club válido por la Supercopa 1996. Sin lugar en Boca Juniors, en febrero de 1997 fue cedido a Defensores de Belgrano, donde debutó profesionalmente. 
Luego, nuevamente fue cedido a Deportivo Español y Douglas Haig.

### Huachipato
Luego de regresar de su cesión a Douglas Haig, es visto entrenando por Andrija Perčić, entrenador en ese entonces entrenador de Huachipato de la Primera División chilena, quien lo fichó para el equipo. Pasó 6 temporadas en el conjunto acerero, hasta que tras la llegada del director técnico Arturo Salah le comunicó que no contaba en sus planes.

### Rangers
En 2005 llega a Rangers de la Primera División, por pedido de Yuri Fernández, quien había sido ayudante de Andrija Perčić en Huachipato. Tras un buen 2005, en la temporada siguiente explotan problemas económicos del club, que termina descendiendo en la liguilla de promocíon ante Lota Schwager.

### Everton
Fue fichado por Everton el 21 de diciembre de 2006 para enfrentar el Torneo Apertura 2007 por pedido de Juvenal Olmos. Sería suplente de Johnny Herrera en la mayoría de los partidos, pero logró debutar ante Lota Schwager con una derrota por 2-1. Durante el siguiente torneo continuaría en la banca, aunque logró jugar 2 partidos por una lesión de Herrera.
En 2008 se consagraría campeón del Torneo de Apertura, aunque no logró sumar minutos en cancha. Tras el alejamiento de Johnny Herrera del club, se contrató al portero Paulo Garcés. En las primeras fechas del Torneo Clausura 2008 Garcés había sido el portero titular, pero debido al mal rendimiento de este, Dalsasso tomo por primera vez el puesto de titular en el equipo y fue titular indiscutido durante todo el torneo. Sus buenas actuaciones en el arco hicieron que fuera nominado al premio del mejor portero del Fútbol Chileno en 2008.
Durante el torneo de la Primera División de Chile 2010 Dalsasso sufrió una lesión jugando en Calama que lo alejo de las canchas cuyo mismo año Everton de Viña del Mar sufrió el descenso a la Primera B, donde Dalsasso prometió devolver a Everton a Primera División.
En el año 2012 consigue el ascenso a la Primera División tras vencer por la Liguilla de Promoción a la Universidad de Concepción por 1-0 en el partido de ida y 3-1 en el partido de vuelta, sin embargo no duraría mucho la alegría, porque en 2014 lamentablemente vuelve a perder la categoría y al igual que en 2010 promete devolver a Everton al donde merece estar.
Luego de 28 partidos en la temporada 2015-16 en la que fue suplente la mayoría de las fechas, con Héctor Tapia Dalsasso vuelve a la titularidad frente a Curicó Unido, y conseguiría un nuevo ascenso con el club en aquella temporada tras vencer a Deportes Puerto Montt en la final, donde sería titular.
Tras dejar a su querido Everton en Primera División, el referente de la escuadra viñamarina decide colgar los guantes. Sentenciando su retiro el 3 de junio de 2016, fecha en que se cumplían 8 años del cuarto título del club obtenido en 2008.

## Clubes
| Club                              | País      | Año       |
| --------------------------------- | --------- | --------- |
| Boca Juniors                      | Argentina | 1994-1996 |
| → Defensores de Belgrano (cedido) | Argentina | 1997      |
| → Deportivo Español (cedido)      | Argentina | 1997-1998 |
| → Douglas Haig (cedido)           | Argentina | 1998-1999 |
| Huachipato                        | Chile     | 1999-2004 |
| Rangers                           | Chile     | 2005-2006 |
| Everton                           | Chile     | 2007-2016 |

## Palmarés

### Campeonatos nacionales
| Título           | Club    | País  | Año    |
| ---------------- | ------- | ----- | ------ |
| Primera División | Everton | Chile | 2008-A |

### Distinciones individuales
| Distinción                                        | Año  |
| ------------------------------------------------- | ---- |
| Mejor Jugador de la Primera B de El Gráfico Chile | 2015 |